# Vallée du Bœuf
La vallée du Bœuf, en italien Valle del Bove, est une caldeira d'Italie en forme de fer à cheval et ouverte sur le flanc Est de l'Etna, en Sicile.

## Géographie
La vallée du Bœuf est située dans le sud de l'Italie, dans la province de Catane de la région autonome à statut spécial de Sicile, sur les territoires des communes de Zafferana Etnea en grande majorité et Sant'Alfio pour une petite partie.
Cette caldeira, en forme de fer à cheval mesurant 5 à 5,5 kilomètres de largeur pour 7 à 10 kilomètres de longueur, est située sur le flanc oriental de l'Etna, face à la mer Ionienne,. Elle est délimitée au nord, à l'ouest et au sud par des remparts qui forment des falaises surplombant parfois de plus de 1 000 mètres le fond tapissé de coulées de lave datant majoritairement de moins de cent ans. Plus à l'ouest se trouvent certains des cratères actifs du volcan et constituant le point culminant de la montagne.

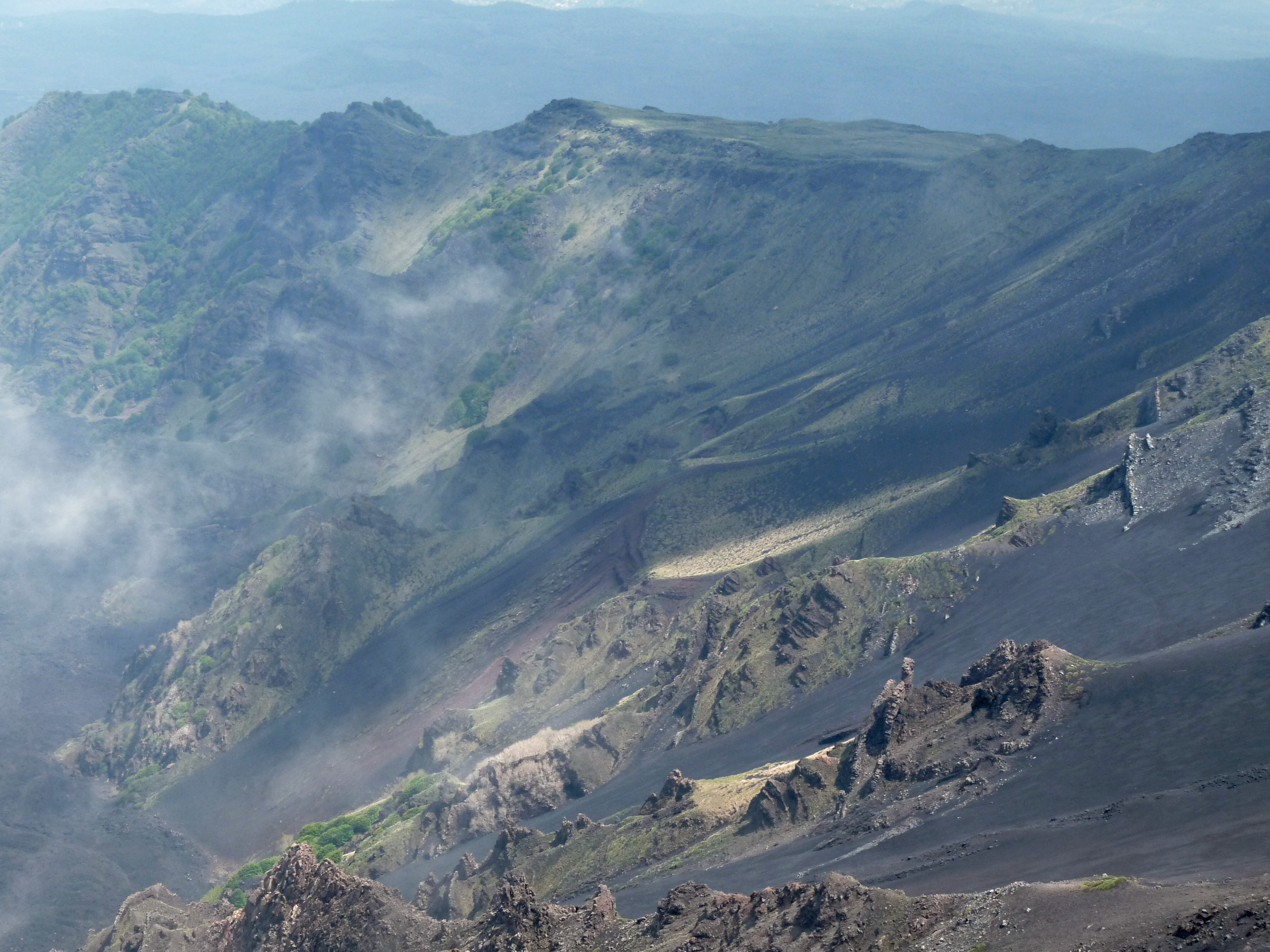
Paysage de la vallée du Bœuf.

## Histoire
La date et le mode de formation de la vallée du Bœuf demeurent encore incertains. Elle aurait pu se former au cours d'un ou de plusieurs effondrements, peut-être à la manière dont a été affecté le mont Saint Helens en 1980, il y a entre 80 000 et 5 000 ans. Les débris de ces effondrements sont identifiés au pied de la montagne seulement à la fin du XXe siècle. Cet affaissement du flanc oriental de l'Etna se poursuit toujours comme en témoignent le glissement sur cinq à six mètres du rebord sud-ouest de la caldeira au cours des éruptions de 1983 et 1992.

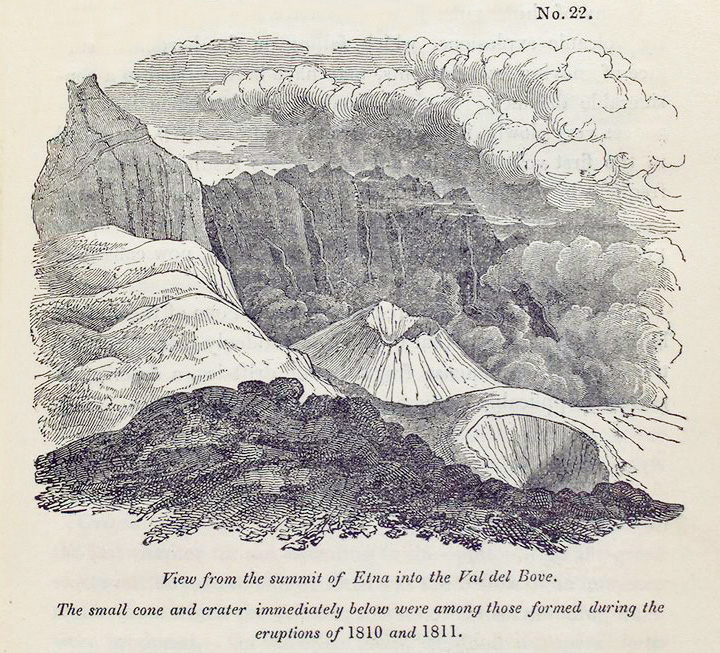
Dessin de la vallée du Bœuf vers 1830 présentant un cratère formé en 1810.